# Liste der Kulturdenkmale in Leipzig-Zentrum-Ost
Die Liste der Kulturdenkmale in Leipzig-Mitte (Zentrum-Ost) enthält die Kulturdenkmale des Leipziger Stadtteils „Zentrum-Ost“, die in der Denkmalliste vom Landesamt für Denkmalpflege Sachsen mit Stand 2017 erfasst wurden.

## Legende
- Bild: Bild des Kulturdenkmals, ggf. zusätzlich mit einem Link zu weiteren Fotos des Kulturdenkmals im Medienarchiv Wikimedia Commons. Wenn man auf das Kamerasymbol klickt, können Fotos zu Kulturdenkmalen aus dieser Liste hochgeladen werden:
- Bezeichnung: Denkmalgeschützte Objekte und ggf. Bauwerksname des Kulturdenkmals
- Lage: Straßenname und Hausnummer oder Flurstücknummer des Kulturdenkmals. Die Grundsortierung der Liste erfolgt nach dieser Adresse. Der Link (Karte) führt zu verschiedenen Kartendiensten mit der Position des Kulturdenkmals. Fehlt dieser Link, wurden die Koordinaten noch nicht eingetragen. Sind diese bekannt, können sie über ein Tool mit einer Kartenansicht einfach nachgetragen werden. In dieser Kartenansicht sind Kulturdenkmale ohne Koordinaten mit einem roten bzw. orangen Marker dargestellt und können durch Verschieben auf die richtige Position in der Karte mit Koordinaten versehen werden. Kulturdenkmale ohne Bild sind an einem blauen bzw. roten Marker erkennbar.
- Datierung: Baubeginn, Fertigstellung, Datum der Erstnennung oder grobe zeitliche Einordnung entsprechend des Eintrags in der sächsischen Denkmaldatenbank
- Beschreibung: Kurzcharakteristik des Kulturdenkmals entsprechend des Eintrags in der sächsischen Denkmaldatenbank, ggf. ergänzt durch die dort nur selten veröffentlichten Erfassungstexte oder zusätzliche Informationen
- ID: Vom Landesamt für Denkmalpflege Sachsen vergebene, das Kulturdenkmal eindeutig identifizierende Objekt-Nummer. Der Link führt zum PDF-Denkmaldokument des Landesamtes für Denkmalpflege Sachsen. Bei ehemaligen Kulturdenkmalen können die Objektnummern unbekannt sein und deshalb fehlen bzw. die Links von aus der Datenbank entfernten Objektnummern ins Leere führen. Ein ggf. vorhandenes Icon  führt zu den Angaben des Kulturdenkmals bei Wikidata.

## Liste der Kulturdenkmale in Leipzig-Mitte (Zentrum-Ost)
| Bild                                    | Bezeichnung | Lage                                                                        | Datierung                                                                                                 | Beschreibung | ID       |
| --------------------------------------- | --- | --------------------------------------------------------------------------- | --- | --- | -------- |
| Direkt Bild zu diesem Denkmal hochladen | Flachspiegelbrunnen Leipzig (Sachgesamtheit) | (Stadtgebiet Leipzig) (Karte)                                               | 1937/1945                                                                                                 | Sachgesamtheit sämtlicher erhaltener Flachspiegelbrunnen mit jeweiligem Brunnenschacht (alphabetisch nach Straßennamen geordnet, erstes Einzeldenkmal der Sachgesamtheit 09307095, ohne Straßennamen und nachstehende weitere Einzeldenkmale mit gleichem Bauwerksnamen); ehemals etwa 80 Standorte zur Löschwasser- und Notversorgung, ortsgeschichtlich von Bedeutung als Zeugnis der Stadtentwicklung, Technische Denkmale (Zuordnung zu den Flurstücksnummer und zur Lage siehe zusätzliche Anschriften) Einzeldenkmale der Sachgesamtheit: - 09307095: (ohne Straßenangabe), Lage: Hauptbahnhof Ostseite, Zentrum-Ost (Pumpe Nr. 1) - 09307097: (ohne Straßenangabe), Lage: Hotel Astoria neben Tunneleingang, Zentrum-Nord (Pumpe Nr. 2.2) - 09307124: (ohne Straßenangabe), Lage: Schwanenteich, Zentrum (Pumpe Nr. 29) - 09307144: (ohne Straßenangabe), Lage: Bayrischer Bahnhof, Volkmarsdorf (Pumpe Nr. 98) - 09307138: Bergstraße, Neustadt-Neuschönefeld (Pumpe Nr. 43) - 09307119: Berlichingenweg, Knautkleeberg-Knauthain (Pumpe Nr. 24) - 09307134: Bogislawstraße, Volkmarsdorf (Pumpe Nr. 39) - 09307143: Brandvorwerkstraße, Südvorstadt (Pumpe Nr. 48) - 09307114: Breite Straße, Anger-Crottendorf (Pumpe Nr. 19) - 09307136: Clara-Wieck-Straße, Schönefeld-Abtnaundorf (Pumpe Nr. 41) - 09307102: Dimpfelstraße, Schönefeld-Abtnaundorf (Pumpe Nr. 7) - 09307115: Ehrensteinstraße, Zentrum-Nord (Pumpe Nr. 20) - 09307106: Elsapark, Neustadt-Neuschönefeld (Pumpe Nr. 11) - 09307105: Elsapark, Neustadt-Neuschönefeld (Pumpe Nr. 10) - 09307137: Ferdinand-Lassalle-Straße, Zentrum-West (Pumpe Nr. 42) - 09307107: Friedrich-Ebert-Straße, Zentrum-West (Pumpe Nr. 12) - 09307101: Gorkistraße, Schönefeld-Abtnaundorf (Pumpe Nr. 6) - 09307142: Hans-Driesch-Straße, Leutzsch (Pumpe Nr. 47) - 09307141: Haydnstraße, Zentrum-Süd (Pumpe Nr. 46) - 09307140: Heilemannstraße, Connewitz (Pumpe Nr. 45) - 09307099: Herloßsohnstraße 2, Gohlis-Süd (Pumpe Nr. 4) - 09307120: Hubmaierweg, Knautkleeberg-Knauthain (Pumpe Nr. 25) - 09307132: Ihmelsstraße, Volkmarsdorf (Pumpe Nr. 37) - 09307098: Kirchplatz, Gohlis-Süd (Pumpe Nr. 3) - 09307121: Knautnaundorfer Straße, Knautkleeberg-Knauthain (Pumpe Nr. 26) - 09307117: Kohlgartenstraße, Zentrum-Ost (Pumpe Nr. 22) - 09307108: Lindenauer Markt, Altlindenau (Pumpe Nr. 13) - 09307116: Mariannenstraße, Neustadt-Neuschönefeld (Pumpe Nr. 21) - 09307118: Marienplatz, Zentrum-Ost (Pumpe Nr. 23) - 09307135: Markt, Zentrum (Pumpe Nr. 40) - 09307112: Meißner Straße, Neustadt-Neuschönefeld (Pumpe Nr. 17) - 09307133: Menckestraße, Gohlis-Süd (Pumpe Nr. 38) - 09307111: Neustädter Markt, Neustadt-Neuschönefeld (Pumpe Nr. 16) - 09307103: Nordplatz, Zentrum-Nord (Pumpe Nr. 8) - 09307126: Richard-Wagner-Platz, Zentrum (Pumpe Nr. 31) - 09307131: Rosenowstraße, Mockau-Süd (Pumpe Nr. 36) - 09307110: Salomonstraße, Zentrum-Ost (Pumpe Nr. 15) - 09307139: Steinstraße, Südvorstadt (Pumpe Nr. 44) - 09307130: Theodor-Neubauer-Straße, Anger-Crottendorf (Pumpe Nr. 35) - 09307125: Tröndlinring, Zentrum-Nord (Pumpe Nr. 30) - 09307127: Waldplatz, Zentrum-Nordwest (Pumpe Nr. 32) - 09307122: Wilhelminenstraße, Eutritzsch (Pumpe Nr. 27) - 09307123: Wilhelm-Sammet-Straße, Gohlis-Mitte (Pumpe Nr. 28) - 09307109: William-Zipperer-Straße, Altlindenau (Pumpe Nr. 14) - 09307128: William-Zipperer-Straße, Altlindenau (Pumpe Nr. 33) - 09307096: Willy-Brandt-Platz, Zentrum-Nord (Pumpe Nr. 2.1) - 09307129: Windorfer Straße, Kleinzschocher (Pumpe Nr. 34) - 09307100: Wintergartenstraße, Zentrum-Ost (Pumpe Nr. 5) - 09307113: Wurzner Straße, Volkmarsdorf (Pumpe Nr. 18) | 09307002 |
|                                         | Einzeldenkmale obiger Sachgesamtheit: drei Stellwerke (mit technischer Ausstattung) im sächsischen Betriebsteil des Leipziger Hauptbahnhofs (siehe auch Sachgesamtheitsdokument – Obj. 09304787, Willy-Brandt-Platz 2a-8d) | (Karte)                                                                     | 1910 (Stellwerk W 16), 1910 (Stellwerk W 32)                                                              | Stellwerk W 16 (früher VI) an Strecke 6361, mit mechanischer Technik Bauart Jüdel (der Einheitsform verwandt), aufgrund der Errichtung im Zusammenhang mit Umgestaltung der Leipziger Bahnanlagen am Beginn des 20. Jahrhunderts überregionale eisenbahngeschichtliche und -technische Bedeutung sowie der besonderen architektonischen Gestaltung wegen baugeschichtliche Relevanz | 09260355 |
|                                         | Wohnhaus in offener Bebauung und in Ecklage, mit Garten und Einfriedung | An der Milchinsel 2 (Karte)                                                 | 1871 (Wohnhaus)                                                                                           | villenartiges Gebäude, historisierende Putzfassade mit Sandsteingliederung, baugeschichtlich von Bedeutung | 09290003 |
|                                         | Ehemaliges Postgebäude (Anschrift: Augustusplatz 1-4 und Grimmaischer Steinweg 1/3) in geschlossener Bebauung und in Ecklage, mit hofseitigem Anbau sowie ehemaliges Fernmeldeamt (Anschrift: Grimmaischer Steinweg 5) im Hof | Augustusplatz 1; 2; 3; 4 (Karte)                                            | 1961–1964 (Hauptpost), bezeichnet 1950–1951 (Fernmeldeamt)                                                | Postgebäude ein bemerkenswerter Stahlbetonskelettbau mit Aluminium-Vorhangfassade, der Hofflügel als Neubau Fernmeldeamt 1950–1951 in rückwärtiger Lage als Parallelflügel zum Augustusplatz in traditionalistischen Formen errichtet, die Leipziger Hauptpost eines der bekanntesten Gebäude der DDR-Moderne der 1960er Jahre, baugeschichtlich, ortsgeschichtlich, wissenschaftlich und städtebaulich von Bedeutung | 09292750 |
| Weitere Bilder                          | Reste der Eisenbahnbrücke über die Berliner Straße und Toranlage (Nr. 68) | Berliner Straße (Karte)                                                     | wohl 1898–1908 (Eisenbahnbrücke)                                                                          | Brücke ehemals mit 32 Gleisen als Hauptzuführung zum Hauptbahnhof Leipzig (Teilabbruch 2012), Eisenzaun als Brüstung, baugeschichtlich, eisenbahngeschichtlich und technikgeschichtlich von Bedeutung | 09297460 |
|                                         | Straßenbrücke über die Eisenbahn | Brandenburger Straße (Karte)                                                | 1908–1910 (Straßenbrücke)                                                                                 | Stahlkonstruktion auf Sandsteinpfeilern, Stahlfachwerkbogenbrücke, baugeschichtlich und technikgeschichtlich von Bedeutung | 09293828 |
|                                         | Ehemaliges Postgebäude in offener Bebauung (heute Hotel) und Hofgebäude | Brandenburger Straße 2 (Karte)                                              | 1903 (Post)                                                                                               | repräsentative Sandsteinfassade, mit Tordurchfahrt, im Stil des Neobarock, 2008 Umbau zum Hotel, baugeschichtlich, ortsgeschichtlich und straßenbildprägend von Bedeutung | 09290016 |
|                                         | Verwaltungsgebäude in offener Bebauung und in Ecklage | Brandenburger Straße 3 (Karte)                                              | um 1905 (Verwaltungsgebäude)                                                                              | Klinkerfassade, erbaut als Verwaltungsgebäude I der Sächsischen Staatsbahn, gehörte später zur Reichsbahndirektion Halle, Betriebsabteilung Leipzig, eisenbahngeschichtlich von Bedeutung | 09293826 |
|                                         | Industriepalast: Geschäftshaus in geschlossener Bebauung und in Ecklage (Anschrift: Brandenburger Straße 14/16a/16b und Dohnanyistraße 11/13/15) | Brandenburger Straße 14; 16a; 16b (Karte)                                   | 1910–1911 (Geschäftshaus)                                                                                 | mit Durchfahrten, Kunststeinfassade mit bauplastischem Schmuck, stilistisch zwischen Historismus und Reformstil, baugeschichtlich von Bedeutung | 09290663 |
|                                         | Wohn- und Verwaltungsgebäude mit Werkstattanbau in halboffener Bebauung und in Ecklage | Brandenburger Straße 20 (Karte)                                             | 1908 (Wohn- und Verwaltungsgebäude), 1908 (Werkstattanbau)                                                | Putzfassade, ortsgeschichtlich und eisenbahngeschichtlich von Bedeutung Denkmaltext 1908 entstand ein mehrgeschossiges unterkellertes Dienstwohngebäude im Auftrag der Königlich Sächsischen Staatseisenbahnen. Das Gesuch wurde von Baurat Mirus unterzeichnet. In den beiden Obergeschossen entstanden je zwei Dienstwohnungen, im Parterre Verwaltungsräume sowie Werkstatträume für Telegraphen und unterm Dach eine kleine Angestelltenwohnung. Zeitgleich errichtet wurden ein eingeschossiger Werkstattanbau sowie ein Magazingebäude. Die Bebauung des von drei Straßen gefassten Grundstücks ist im Zusammenhang mit dem umgreifenden Ausbau des Bahnknotenpunktes im Rahmen der Errichtung des Leipziger Hauptbahnhofes zu sehen. Über festem Granitquadersockel zeigt sich die verputzte Wohnhausfassade mit ihrer zum Reformstil tendierenden Prägung insbesondere durch das neubarock anmutende mächtige Zwerchhaus und das mit roten Ziegeln gedeckte Mansardwalmdach recht prachtvoll. Verändert durch Sanierungen stellt sich die Rückfront dar, von 2013 stammt der Antrag des Umbaus von zehn in achtzehn Wohneinheiten. Reste der Einfriedungsmauer sind erhalten. Zur Lagerhofstraße (ehemals Mecklenburger Straße) schließt sich die 1908 einstöckig errichtete Werkstatt mit einem vom Wohnbau in der Gestaltung weitergeführten Granitquadersockel und Verputz an. Hier war eine bahneigene Telegrafenwerkstatt zum Bau bzw. zur Reparatur von Einrichtungen für den innerbetrieblichen Telegrafenverkehr untergebracht. Für das Jahr 1927 ist eine Aufstockung des Anbaus in den Akten vermerkt. Diese übernahm seinerzeit das Baugeschäft für Hoch- und Tiefbau Emil Hedel. Das an der Lagerhofstraße stehende, ebenfalls 1908 errichtete Magazingebäude ist stark verändert (kein Denkmal). Die Morsetelegraphie bildete lange Zeit den Kommunikationsstandard für Zug- bzw. Wagenmeldungen sowie zu Zwecken der Betriebsorganisation. Neben privatwirtschaftlichen Telegrafenbauanstalten waren bahneigene Werkstätten wie die hier vorliegende Voraussetzung für einen reibungslosen Bahnbetriebsablauf. Die Gebäude sind somit nicht nur von baugeschichtlichem Wert, sondern besitzen auch einen Zeugniswert für die Entwicklung des sächsischen Eisenbahnwesens. LfD/2018 | 09293827 |
|                                         | Geschäftshaus in offener Bebauung | Büttnerstraße 1 (Karte)                                                     | um 1910 (Geschäftshaus)                                                                                   | gut gegliederte Sandsteinfassade, ortshistorisch und baugeschichtlich von Bedeutung | 09290308 |
|                                         | Mietshaus in geschlossener Bebauung | Büttnerstraße 6 (Karte)                                                     | 1884 (Mietshaus)                                                                                          | mit Tordurchfahrt und Laden, historisierende und reich gestaltete Putzfassade, baugeschichtlich von Bedeutung | 09290310 |
| Direkt Bild zu diesem Denkmal hochladen | Mietshaus in halboffener Bebauung | Büttnerstraße 7 (Karte)                                                     | 1848, später überformt (Mietshaus)                                                                        | Putzfassade, ehemals studentisches Verbindungshaus, baugeschichtlich von Bedeutung | 09290311 |
|                                         | Geschäftshaus in ehemals geschlossener Bebauung, mit Hofflügel | Büttnerstraße 10 (Karte)                                                    | 1914 (Geschäftshaus)                                                                                      | Vorderhaus Putzfassade mit Tordurchfahrt, Reformstil-Architektur, benannt nach der Musikalienhandlung Friedrich Hofmeister (gegr. 1807), die im Erdgeschoss Geschäftsräume besaß, Gründungsort des Deutschen Fußball-Bundes am 28. Januar 1900 (im Vorgängerbau, der Gastwirtschaft Zum Mariengarten), baugeschichtlich und ortsgeschichtlich von Bedeutung | 09290313 |
|                                         | Mietshaus in ehemals geschlossener Bebauung | Büttnerstraße 12 (Karte)                                                    | 1863 (Mietshaus)                                                                                          | historisierende Putzfassade, Stuck im Eingangsbereich, baugeschichtlich von Bedeutung | 09290314 |
|                                         | Mietshaus in ehemals geschlossener Bebauung | Büttnerstraße 20 (Karte)                                                    | 1864 (Mietshaus)                                                                                          | mit Hausdurchgang und ehemals mit Laden, Putzfassade, Stuck im Eingangsbereich, baugeschichtlich von Bedeutung | 09290315 |
|                                         | Mietshaus in geschlossener Bebauung | Büttnerstraße 22 (Karte)                                                    | 1865 (Mietshaus)                                                                                          | mit Tordurchfahrt, historisierende Putzfassade, noch von klassizistischer Wirkung, baugeschichtlich von Bedeutung | 09290316 |
|                                         | Mietshaus in ehemals geschlossener Bebauung | Büttnerstraße 24 (Karte)                                                    | 1906 (Mietshaus)                                                                                          | historisierende Putzfassade mit Sandsteinelementen, zum Teil Jugendstildekoration, Fassade durch Altane aufgelockert, baugeschichtlich von Bedeutung | 09290317 |
| Weitere Bilder                          | Handschwengelpumpe mit Brunnenschacht und Abdeckplatte | Chopinstraße - (Karte)                                                      | vor 1891 (Handschwengelpumpe)                                                                             | gegenüber Nummer 15 in Ecklage Hans-Poeche-Straße, Typ Delphin, ortsgeschichtlich von Bedeutung | 09290039 |
|                                         | Wohnhaus in offener Bebauung, mit Vorgarten | Chopinstraße 3 (Karte)                                                      | 1840 (Wohnhaus)                                                                                           | spätklassizistische Putzfassade, baugeschichtlich von Bedeutung | 09290022 |
|                                         | Wohnhaus in offener Bebauung, mit Vorgarten | Chopinstraße 5 (Karte)                                                      | 1854 (Wohnhaus)                                                                                           | spätklassizistisches Gebäude, zeittypische Putzfassade, baugeschichtlich von Bedeutung | 09290023 |
|                                         | Mietshaus in ursprünglich offener Bebauung, mit Vorgarten und Hofgarten zur Büttnerstraße | Chopinstraße 6 (Karte)                                                      | vor 1853, später überformt (Mietshaus)                                                                    | spätklassizistisches Gebäude des 19. Jahrhunderts, mit Art-Déco-Fassade um 1930, bildete ehemals zusammen mit Büttnerstraße 5 und 7 (Büttnerstraße 5 mittlerweile abgebrochen) eine dreiflüglige Anlage, die einen Garten einschloss, ortsentwicklungsgeschichtlich von Bedeutung | 09290024 |
|                                         | Mietshaus in offener Bebauung, mit Vorgarten | Chopinstraße 7 (Karte)                                                      | 1842 (Mietshaus)                                                                                          | reduzierte Putzfassade im spätklassizistischen Stil, interessantes Treppenhaus im Innern, ortsentwicklungsgeschichtlich von Bedeutung | 09290025 |
|                                         | Mietshaus (Nr. 9) in offener Bebauung und Hinterhaus (Nr. 9c), mit Vorgarten | Chopinstraße 9; 9c (Karte)                                                  | 1902 (Mietshaus)                                                                                          | Putzfassade, eiserne Gitter im Eingangsbereich, stilistisch zwischen Historismus und Reformstil, baugeschichtlich von Bedeutung | 09290027 |
|                                         | Mietshaus in ursprünglich offener Bebauung, mit Vorgarten | Chopinstraße 10 (Karte)                                                     | 1843 (Mietshaus)                                                                                          | spätklassizistische Putzfassade, ehemals hölzerne Veranden von 1888 zur Büttnerstraße, baugeschichtlich von Bedeutung | 09290028 |
|                                         | Villa, mit Vorgarten und Einfriedung | Chopinstraße 11 (Karte)                                                     | 1844 (Villa)                                                                                              | hübsche klassizistische Putzfassade, eisernes Vordach, bleiverglaste Treppenhausfenster, baugeschichtlich von Bedeutung | 09291272 |
|                                         | Mietshaus in offener Bebauung, mit Vorgarten und Einfriedung | Chopinstraße 11a (Karte)                                                    | 1904–1905, bezeichnet 1904 (Mietshaus)                                                                    | malerisch gegliederte Putzfassade, Stuck im Eingangsbereich, teilweise bleiverglaste Treppenhausfenster, im Reform- und Jugendstil der Zeit, Architekt: Georg Wünschmann, baugeschichtlich von Bedeutung | 09290029 |
|                                         | Mietshaus in Ecklage und in halboffener Bebauung, mit Vorgarten an der Salomonstraße | Chopinstraße 12 (Karte)                                                     | 1894 (Mietshaus)                                                                                          | aufwendig gestaltete Putzfassade, im Stil des Historismus, Architekt: Fritz Drechsler, markante Lage zwischen Chopinstraße, Büttnerstraße und Salomonstraße, baugeschichtlich von Bedeutung | 09290030 |
|                                         | Villa mit angebautem Nebengebäude, mit Vorgarten und Einfriedung | Chopinstraße 13 (Karte)                                                     | 1847 (Villa)                                                                                              | reizvolle klassizistische Putzfassade mit Sandsteingliederung, erbaut für den Buchhändler Georg Wigand, 1848/1849 Wohnort des bedeutenden Historikers Theodor Mommsen (1817–1903, Literatur-Nobelpreisträger 1902), Gebäude benannt nach der Kindergärtnerin und Pädagogin Angelika Hartmann (1829–1917), die 1876 den Leipziger Fröbelverein gründete, der 1904 dieses Haus erwarb, baugeschichtlich und personengeschichtlich von Bedeutung | 09290031 |
|                                         | Wohnheim in offener Bebauung und in Ecklage, heute Pflegeheim, mit Vorgarten, Pforte und Einfriedung | Chopinstraße 14 (Karte)                                                     | 1911–1912 (Heim)                                                                                          | Putzfassade mit repräsentativ gestalteter Eingangssituation, erbaut als christliches Altenheim, Reformstil-Architektur, Architekt: Carl William Zweck, baugeschichtlich und ortsgeschichtlich von Bedeutung | 09290032 |
| Weitere Bilder                          | Mietshaus in halboffener Bebauung in Ecklage, mit Einfriedung und Vorgarten | Chopinstraße 15 (Karte)                                                     | 1904–1905 (Mietshaus)                                                                                     | mit Läden, aufwendig gestaltete Putzfassade mit Sandsteinelementen, Eckbetonung, Loggien und Holzbalkons, Reste blauer Glasfelder am Eckerker, Wandmalerei Landschaften im Eingangsbereich, Jugendstil-Architektur, baugeschichtlich und städtebaulich von Bedeutung | 09290033 |
|                                         | Mietshaus in offener Bebauung, mit Vorgarten | Chopinstraße 16 (Karte)                                                     | 1897–1898 (Mietshaus)                                                                                     | eigenwillig gestaltete Putzfassade, Balkone mit eisernen Gittern, zwischen Historismus und Jugendstil, Architekt: Georg Wünschmann, baugeschichtlich von Bedeutung | 09290034 |
|                                         | Remisengebäude (mit Kutscherwohnung) sowie Toreinfahrt | Chopinstraße 26a (Karte)                                                    | um 1890 (Remisengebäude)                                                                                  | ehemals zu An der Milchinsel 4 (Villa nicht mehr vorhanden), zeittypische Putzfassade, schmiedeeiserne Torflügel, ortsentwicklungsgeschichtlich von Bedeutung | 09290036 |
|                                         | Mietshaus in geschlossener Bebauung | Chopinstraße 27 (Karte)                                                     | um 1860 (Mietshaus)                                                                                       | zeittypische Putzfassade, baugeschichtlich von Bedeutung | 09290037 |
| Weitere Bilder                          | Mietvilla, mit Einfriedung, Toranlage und Remisengebäude (mit Kutscherwohnung) | Chopinstraße 28 (Karte)                                                     | 1871–1872 (Mietvilla)                                                                                     | repräsentative Putzfassade mit Sandsteingliederung, im Stil der Neorenaissance, platzbildprägende Lage am Marienplatz, zeitweise Wohnort des bedeutenden Psychologen Dr. med. Wilhelm Wundt (1832–1920), baugeschichtlich, ortsgeschichtlich und kunstgeschichtlich von Bedeutung | 09290038 |
| Weitere Bilder                          | Büro- und Fabrikgebäude in ehemals geschlossener Bebauung | Czermaks Garten 2; 4 (Karte)                                                | 1904 (Fabrik)                                                                                             | erbaut als Zentrale und Ausstellungslager einer Werkzeugmaschinenfabrik, Produktionsgebäude der Maschinenfabrik unter anderem in Leipzig-Plagwitz und in Glauchau, Gebäude zugleich auch von Papiergroßhandlungen genutzt, historisierende klinkerverkleidete Fassade mit Sandsteinelementen, repräsentative Eingangsportale mit schmiedeeisernen Torflügeln, baugeschichtlich, ortshistorisch und industriegeschichtlich von Bedeutung | 09290042 |
|                                         | Mietshaus in ehemals geschlossener Bebauung und in Ecklage, mit Vorgarten | Czermaks Garten 5 (Karte)                                                   | 1890 (Mietshaus)                                                                                          | mit Eckladen, historisierende Putz-Klinker-Fassade mit Eckerker, originale Ladenfront, baugeschichtlich von Bedeutung | 09290043 |
|                                         | Mietshaus in halboffener Bebauung, mit Vorgarten | Czermaks Garten 7 (Karte)                                                   | 1890 (Mietshaus)                                                                                          | historisierende Putz-Klinker-Fassade, Stuck und Fußbodenkacheln im Eingangsbereich, baugeschichtlich von Bedeutung | 09290045 |
| Weitere Bilder                          | Gedenkstein für Leutnant von Borcke | Czermaks Garten 8 (bei) (Karte)                                             | 1815 (Gedenkstein)                                                                                        | zur Erinnerung an einen preußischen Leutnant Car Ludwig von Borcke, der in der Völkerschlacht bei der Erstürmung von Leipzig am 19. Oktober 1813 hier fiel, geschichtlich von Bedeutung | 09297281 |
|                                         | Handschwengelpumpe mit Brunnenschacht und Abdeckplatte | Dohnanyistraße - (Karte)                                                    | vor 1891 (Handschwengelpumpe)                                                                             | vor Nummer 9, Nähe Ecke Hans-Poeche-Straße, ortsgeschichtlich von Bedeutung | 09290968 |
|                                         | Mietshaus in Ecklage und in geschlossener Bebauung | Dohnanyistraße 1 (Karte)                                                    | 1883 (Mietshaus)                                                                                          | zeittypische Putzfassade mit Sandsteingliederung, Stuck im Eingangsbereich, baugeschichtlich von Bedeutung Denkmaltext Auf dem spitzwinkligen Grundstück in der Mariannenstadt, Ecklage Hofmeisterstraße, entstand im Auftrag des in der ehemaligen Kronprinzenstraße 118 ansässigen Bauunternehmers Carl Koch in den Jahren 1883–1884 ein über vier Geschosse reichender vielachsiger Ziegelbau mit vornehm zurückhaltender Putzfassade. Der Entwurf trägt die Unterschrift des Maurermeisters und Architekten Heinrich Lindemann. Häufig wechselten die Besitzer des Hauses: Maurermeister Albert Oertel, Bankdirektor Moritz Albert Oertel, Architekt Johann Paul, Samuel Kroch, Ernst Emil Schröder, Martin Arnhold, Schankwirt Arno Gentsch, Gastwirt Eulenberger, Fabrikbesitzer Max Richard Polter, Herbert Georg Polter, ab 1949 Eigentum des Volkes, später LWB. An das etwas geglättete Mietshaus mit erhaltener originaler Ausstattung grenzt das Geburtshaus des Komponisten Hanns Eisler (Hofmeisterstraße 14). Hinsichtlich seiner städtebaulichen Lage ist das Mietshaus in der westlichen Ostvorstadt unverzichtbar. LfD/2006 | 09290117 |
|                                         | Fabrikgebäude in geschlossener Bebauung | Dohnanyistraße 3 (Karte)                                                    | um 1900 (Fabrik)                                                                                          | siehe auch Hans-Poeche-Straße 23/25, zeittypische Putzfassade, Firma ein Produzent von Hilfsmaschinen für die gesamte Buchdruckindustrie, ortsentwicklungsgeschichtlich und industriegeschichtlich von Bedeutung | 09262520 |
|                                         | Mietshaus in geschlossener Bebauung und in Ecklage | Dohnanyistraße 7 (Karte)                                                    | 1876 (Mietshaus)                                                                                          | zeittypische Putzfassade, geätzte Treppenhausfenster, baugeschichtlich von Bedeutung | 09290119 |
|                                         | Mietshaus in geschlossener Bebauung | Dohnanyistraße 9 (Karte)                                                    | 1890 (Mietshaus)                                                                                          | historisierende Klinkerfassade, baugeschichtlich von Bedeutung | 09290120 |
|                                         | Hofgebäude in halboffener Bebauung (siehe auch Hans-Poeche-Straße 20 und 22) | Dohnanyistraße 16 (Karte)                                                   | 1864 (Nebengebäude)                                                                                       | schlichte Putzfassade mit Sandsteingliederung, ortsentwicklungsgeschichtlich von Bedeutung | 09290122 |
|                                         | Mietshaus in geschlossener Bebauung | Dohnanyistraße 18 (Karte)                                                   | 1862 (Mietshaus)                                                                                          | Putzfassade mit klassizistischen Nachklängen, Putz- und Steingliederung, Hausdurchgang, ortsentwicklungsgeschichtlich und baugeschichtlich von Bedeutung | 09290123 |
|                                         | Mietshaus in halboffener Bebauung | Dohnanyistraße 20 (Karte)                                                   | um 1860 (Mietshaus)                                                                                       | Putzfassade mit klassizistischen Nachklängen, Putz- und Steingliederung, Hausdurchgang, ortsentwicklungsgeschichtlich und baugeschichtlich von Bedeutung | 09290124 |
|                                         | Kath.-Apost. Kirche (mit Ausstattung) | Dohnanyistraße 22 (Karte)                                                   | 1871–1872 (Kirche), 1874 (Priesterbänke), 1874 (Sakramentslampe), 1900 (Kirchenfenster), 1900 (Altar)     | historistischer Saalbau in neuromanischen Formen, Bruchsteinmauerwerk mit Sandsteingliederungen, eingezogener Chor mit Apsis, im Innern hölzerne Tonne, baugeschichtlich und religionsgeschichtlich von Bedeutung | 09290125 |
|                                         | Mietshaus in ehemals geschlossener Bebauung und in Ecklage | Dörrienstraße 1 (Karte)                                                     | 1866, später überformt (Mietshaus)                                                                        | Putzfassade mit Eckerker, zum Geschäftshaus umgebaut, Reliefs im Hofdurchgang, baugeschichtlich und ortsentwicklungsgeschichtlich von Bedeutung | 09290064 |
|                                         | Geschäftshaus (Anschrift: Dresdner Straße 1 und Salomonstraße 2) in Ecklage und in geschlossener Bebauung, sowie daran anschließendes Produktionsgebäude (Anschrift: Salomonstraße 4), ehemalige Druckerei, mit Einfriedung, Vorgarten und Pflasterung | Dresdner Straße 1 (Karte)                                                   | 1915–1916, später erweitert (Geschäftshaus)                                                               | monumentale Kalksteinfassade, originale Innenausstattung erhalten, im Reformstil der Zeit, Architekt: Kurt Herrmann, baugeschichtlich und ortsgeschichtlich von Bedeutung | 09290067 |
|                                         | Geschäftshaus in halboffener Bebauung und in Ecklage, ehemalige Druckerei, sowie Gebäudeflügel an der Scherlstraße, mit Vorgarten und Einfriedung (siehe auch Scherlstraße 1) | Dresdner Straße 11; 13 (Karte)                                              | bezeichnet 1906 (Druckerei)                                                                               | aufwendig gestaltete Steinfassade, zur Scherlstraße Klinkerfassade, im Stil des Späthistorismus mit Jugendstildetails, baugeschichtlich und ortsgeschichtlich von Bedeutung | 09262778 |
|                                         | Mietshaus (mit drei Hausnummern) in offener Bebauung, mit Vorgarten und Einfriedung | Dresdner Straße 17; 17a; 17b (Karte)                                        | 1836 (Doppelmietshaus)                                                                                    | zeittypische Putzfassade mit Kolossalpilastern, baugeschichtlich von Bedeutung | 09290071 |
|                                         | Ehemaliges Geschäftshaus (mit zwei Hausnummern) in offener Bebauung und in rückwärtiger Lage | Dresdner Straße 17c; 17d (Karte)                                            | Ende 19. Jh. (Geschäftshaus)                                                                              | zweifarbige Ziegelfassade, baugeschichtlich und ortsgeschichtlich von Bedeutung | 09290070 |
|                                         | Wohn- und Geschäftshaus in halboffener Bebauung und in Ecklage (bauliche Einheit mit Ludwig-Erhard-Straße 1) | Dresdner Straße 25 (Karte)                                                  | 1903 (Wohn- und Geschäftshaus)                                                                            | Ladenzone sandsteinverkleidet, zeittypische historisierende Putzfassade mit zwei Erkern, Jugendstildetails, Holzpaneele im Innern, baugeschichtlich von Bedeutung | 09290075 |
| Direkt Bild zu diesem Denkmal hochladen | Wohn- und Geschäftshaus (Anschrift: Salomonstraße 26/28) in offener Bebauung, mit Vorgarten und Garagenhaus (Anschrift: Egelstraße 1) sowie Einfriedung, Garten mit Pavillon | Egelstraße 1 (Karte)                                                        | 1922–1923 (Wohn- und Geschäftshaus)                                                                       | Putzfassade im Art-Déco-Stil, baugeschichtlich und ortsgeschichtlich von Bedeutung | 09290565 |
|                                         | Gewerbegebäude in halboffener Bebauung im Hof | Egelstraße 10 (Karte)                                                       | 1906–1907 (Gewerbegebäude)                                                                                | Stahlbetonbau mit kräftig gegliederter Putzfassade, ortsentwicklungsgeschichtlich von Bedeutung | 09293759 |
| Weitere Bilder                          | Listhaus: Geschäftshaus in geschlossener Bebauung und in Ecklage | Friedrich-List-Platz 1 (Karte)                                              | 1912 (Geschäftshaus)                                                                                      | Putzfassade mit Kalksteinelementen, bleiverglaste Treppenhausfenster, Reformstil-Architektur, baugeschichtlich von Bedeutung | 09290116 |
|                                         | Wandverkleidungen der Verkaufszonen (an den Hausnummern 4, 5 und 9) dreier Wohnblöcke | Georgiring 4; 5; 9 (Karte)                                                  | 1962–1964 (Außenwandintarsien)                                                                            | Außenwandintarsien mit den Darstellungen Sonne, Händler, Falstaff, von besonderer künstlerischer Wertigkeit | 09303430 |
| Direkt Bild zu diesem Denkmal hochladen | Plastik des ehemaligen Schwänebrunnens, zur Freiflächengestaltung der Wohnanlage am Georgiring (Nr. 4–9) gehörig | Georgiring 9 (vor) (Karte)                                                  | 1963 | Künstlerisch von Bedeutung | 09306824 |
| Weitere Bilder                          | Hotel in halboffener Bebauung und in Ecklage | Georgiring 13 (Karte)                                                       | 1911 (Hotel)                                                                                              | Fassade mit Muschelkalkverkleidung, Eckbetonung, im Reformstil der Zeit um 1910, Architekt: Emil Franz Hänsel, baugeschichtlich und städtebaulich von Bedeutung | 09290127 |
| Direkt Bild zu diesem Denkmal hochladen | Ehemaliges Postgebäude (Anschrift: Augustusplatz 1-4 und Grimmaischer Steinweg 1/3) in geschlossener Bebauung und in Ecklage, mit hofseitigem Anbau sowie ehemaliges Fernmeldeamt (Anschrift: Grimmaischer Steinweg 5) im Hof | Grimmaischer Steinweg 1; 3; 5 (Karte)                                       | 1961–1964 (Hauptpost), bezeichnet 1950–1951 (Fernmeldeamt)                                                | Postgebäude ein bemerkenswerter Stahlbetonskelettbau mit Aluminium-Vorhangfassade, der Hofflügel als Neubau Fernmeldeamt 1950–1951 in rückwärtiger Lage als Parallelflügel zum Augustusplatz in traditionalistischen Formen errichtet, die Leipziger Hauptpost eines der bekanntesten Gebäude der DDR-Moderne der 1960er Jahre, baugeschichtlich, ortsgeschichtlich, wissenschaftlich und städtebaulich von Bedeutung | 09292750 |
| Weitere Bilder                          | Denkmal für Friedrich Arnold Brockhaus | Großer Brockhaus 1 (bei) (Karte)                                            | bezeichnet 1872 (Denkmal)                                                                                 | Porträtbüste auf Sockel, in Erinnerung an den Verleger Friedrich Arnold Brockhaus (1772–1823), personengeschichtlich von nationaler Bedeutung Denkmaltext Auf einem hohen profilierten Sockel aus schwarzem Granit steht die Porträtbüste des Buchhändlers und Verlegers Friedrich Arnold Brockhaus (geb. 1772 in Dortmund, gest. 1823 in Leipzig), der mit seinem Verlag den Ruf der Stadt Leipzig als Buchstadt maßgeblich mitbegründete. Sein Denkmal befindet sich am ehemaligen Standort des Firmensitzes des Verlags F. A. Brockhaus in der Querstraße 16 und ist heute in die moderne Innenhofgestaltung des sogenannten Brockhaus-Zentrums integriert. Aus Anlass des 100. Geburtstags des Verlagsgründers schuf der Bildhauer Gustav Adolph Kietz die leicht überlebensgroße Büste, die einen nachdenklichen Mann mittleren Alters zeigt. Das Bildnis ist dem einzigen authentischen Porträt von Friedrich Arnold Brockhaus nachempfunden, welches durch den Maler Carl Christian Vogel von Vogelstein überliefert ist. Kietz (1824–1908) war der bedeutendste Schüler des spätklassizistischen Bildhauers Ernst Rietschel und arbeitete an einigen seiner Hauptwerke, zum Beispiel am Goethe-Schiller-Denkmal in Weimar und am Lessing-Standbild in Braunschweig, mit. Er zählt zu den wichtigsten Vertretern der Dresdner Bildhauerschule der zweiten Hälfte des 19. Jahrhunderts und schuf für Leipzig zahlreiche weitere Porträtbildnisse, unter anderem von Richard Wagner und Theodor Fechner. Personengeschichtlich ist das Brockhaus-Denkmal von überregionaler Bedeutung, es besitzt zudem einen kunsthistorischen Wert. LfD/2011 | 09290561 |
|                                         | Denkmal für die im 1. Weltkrieg gefallenen Betriebsangehörigen der Firma F. A. Brockhaus (ehemals unter Dörrienstraße 10 erfasst) | Großer Brockhaus 1 (bei) (Karte)                                            | 1927–1928 (Gefallenendenkmal)                                                                             | geschichtlich von Bedeutung | 09299632 |
|                                         | Mietshaus (bauliche Einheit mit Schützenstraße 21 und Wintergartenstraße 12) in geschlossener Bebauung | Hahnekamm 1 (Karte)                                                         | 1892 (Mietshaus)                                                                                          | mit Restaurant, historisierende Putzfassade, Ladenfenster mit geätzter Verglasung, baugeschichtlich von Bedeutung | 09290176 |
| Weitere Bilder                          | Hotel (Anschrift: Wintergartenstraße 13 und Hahnekamm 3) in offener Bebauung und in Ecklage | Hahnekamm 3 (Karte)                                                         | im Kern 1888 (Hotel), Umbau 1911 (Hotel)                                                                  | sparsam dekorierte Putzfassade, Dreiflügelbau, Fassade im Reformstil der Zeit um 1910, im Kern älteres Gebäude, ortsgeschichtlich von Bedeutung | 09290660 |
|                                         | Ehemaliges Druckerei- und Verlagsgebäude (mit drei Hausnummern) im Hof | Hans-Poeche-Straße 2a; 2b; 2c (Karte)                                       | um 1910, später erweitert (Verlagshaus)                                                                   | Putzfassade mit Ziegelelementen, aus unterschiedlichen Bauphasen, siehe auch Reudnitzer Straße 1-7, ortsgeschichtlich und industriegeschichtlich von Bedeutung | 09290195 |
|                                         | Mietshaus in geschlossener Bebauung | Hans-Poeche-Straße 3 (Karte)                                                | bezeichnet 1907 (Mietshaus)                                                                               | Putz-Sandstein-Fassade mit zwei Erkern, Jugendstildekor, baugeschichtlich von Bedeutung | 09290177 |
|                                         | Mietshaus in ehemals geschlossener Bebauung | Hans-Poeche-Straße 4 (Karte)                                                | 1872 (Mietshaus)                                                                                          | zeittypische Putzfassade, geätzte Treppenhausfenster, baugeschichtlich von Bedeutung | 09290178 |
|                                         | Mietshaus in geschlossener Bebauung und drei Hofgebäude | Hans-Poeche-Straße 6 (Karte)                                                | bezeichnet 1891 (Mietshaus)                                                                               | mit Tordurchfahrt, Laden, historisierende Putzfassade, baugeschichtlich von Bedeutung | 09290179 |
| Direkt Bild zu diesem Denkmal hochladen | Technische Ausstattung der Feinmechanischen Werkstatt Hammer, ehemals Firma Wissenschaftliche Apparate Johannes Hammer | Hans-Poeche-Straße 7 (Karte)                                                | | Technikgeschichtlich von Bedeutung | 09307018 |
|                                         | Fabrikgebäude in rückwärtiger Lage | Hans-Poeche-Straße 7 (Karte)                                                | 1882–1885 (Fabrik)                                                                                        | Gebäude in vierseitiger Hofbebauung, Putzfassade mit Ziegeltraufe, ortsgeschichtlich von Bedeutung | 09290180 |
|                                         | Fabrikgebäude in geschlossener Bebauung und Seitenflügel zum Hof | Hans-Poeche-Straße 8 (Karte)                                                | im Kern 1855 (Fabrik), 1893 (Fabrik)                                                                      | Vorderhaus mit Tordurchfahrt, Fabrikgebäude mit Seitenflügeln um schmalen Innenhof, Putzfassade mit Ziegelgliederung, ortsgeschichtlich von Bedeutung | 09290181 |
| Direkt Bild zu diesem Denkmal hochladen | Mietshaus in heute halboffener Bebauung | Hans-Poeche-Straße 13 (Karte)                                               | Bezeichnet mit 1861                                                                                       | Ehemals auch rechter Seitenflügel (Fachwerk), bau- und ortsentwicklungsgeschichtlich von Bedeutung | 09290182 |
|                                         | Mietshaus in geschlossener Bebauung | Hans-Poeche-Straße 14 (Karte)                                               | 1865 (Mietshaus)                                                                                          | Putzfassade, ortsentwicklungsgeschichtlich von Bedeutung Denkmaltext Kaufmann C. Eisenreich beauftragte 1865 den Maurermeister Ed. Findeisen mit Entwurf und Ausführung eines viergeschossigen Mietshauses auf schmalem Grundstück in der Ostvorstadt. In den Ziegelbau mit Schieferdach wurde 1874 ein Laden eingebaut und im Hof ein Schlachtgebäude für Kleinvieh – Bauherr war der Fleischermeister Eduard Rost – errichtet. Feinsinnig gegliederte Putzfassade mit Fensterrahmungen aus Sandstein über Bruchstein-Ziegel-Sockel. Putzlisenen und ein Werbeschriftband über dem Erdgeschoss stammen wohl aus dem Jahr 1922, als Glasermeister Franz Thieme als Hauseigentümer genannt wird. Je Etage nur eine Wohnung mit Korridor, Küche, drei Stuben und einer gefangenen Kammer mit Fenster ins Treppenhaus sowie AWC auf der halben Treppe. Sanierung 2008. LfD/2007 | 09302187 |
|                                         | Mietshaus in ehemals geschlossener Bebauung | Hans-Poeche-Straße 16 (Karte)                                               | 1880 (Mietshaus)                                                                                          | Putzfassade mit Sandsteingliederung, von klassizistischer Wirkung, ortsentwicklungsgeschichtlich von Bedeutung | 09290184 |
|                                         | Mietshaus in ehemals geschlossener Bebauung | Hans-Poeche-Straße 18 (Karte)                                               | 1890 (Mietshaus)                                                                                          | ehemals mit Laden und Tordurchfahrt, reich gegliederte Klinker-Putz-Fassade, baugeschichtlich von Bedeutung | 09290187 |
|                                         | Mietshaus in geschlossener Bebauung (bauliche Einheit mit Nr. 22) | Hans-Poeche-Straße 20 (Karte)                                               | 1862 (Mietshaus)                                                                                          | mit eisenbeschlagener Haustür, klassizistisch wirkende Putzfassade, Sandsteinplatten im Eingangsbereich, mit Hinterhaus (Dohnanyistraße 16, siehe dort), baugeschichtlich von Bedeutung | 09290189 |
|                                         | Mietshaus in geschlossener Bebauung und in Ecklage (bauliche Einheit mit Nr. 20) | Hans-Poeche-Straße 22 (Karte)                                               | 1862 (Mietshaus)                                                                                          | ehemals mit Laden, klassizistisch wirkende Putzfassade, mit Hinterhaus (Dohnanyistraße 16, siehe dort), baugeschichtlich von Bedeutung | 09290191 |
|                                         | Fabrikgebäude (unter zwei Hausnummern) | Hans-Poeche-Straße 23; 25 (Karte)                                           | nach 1870 (Fabrik)                                                                                        | Putzfassade, siehe auch Dohnanyistraße 3, ehemals mit Schornstein im Hof Hofmeisterstraße 16-20, Firma ein Produzent von Hilfsmaschinen für die gesamte Buchdruckindustrie, ortsentwicklungsgeschichtlich und industriegeschichtlich von Bedeutung | 09290192 |
|                                         | Mietshaus in geschlossener Bebauung | Hans-Poeche-Straße 24 (Karte)                                               | 1877 (Mietshaus)                                                                                          | mit Hausdurchgang, zeittypische Putzfassade mit Sandsteingliederung, baugeschichtlich von Bedeutung | 09290193 |
|                                         | Mietshaus in ehemals geschlossener Bebauung | Hofmeisterstraße 10 (Karte)                                                 | 1879 (Mietshaus)                                                                                          | zeittypische Putzfassade mit Sandsteingliederung, ortsentwicklungsgeschichtlich von Bedeutung | 09290211 |
|                                         | Mietshaus in ehemals geschlossener Bebauung und in Ecklage | Hofmeisterstraße 12 (Karte)                                                 | 1879 (Mietshaus)                                                                                          | mit Laden, historisierende Putzfassade, Stuck im Eingangsbereich, baugeschichtlich von Bedeutung | 09290213 |
|                                         | Mietshaus in ehemals geschlossener Bebauung | Hofmeisterstraße 14 (Karte)                                                 | 1883 (Mietshaus)                                                                                          | reduzierte historistische Putzfassade, Geburtshaus des Komponisten Hanns Eisler (1898–1962), ortsentwicklungsgeschichtlich und personengeschichtlich von Bedeutung | 09290215 |
|                                         | Mietshaus in geschlossener Bebauung und in Ecklage, mit Vorgarten | Inselstraße 2 (Karte)                                                       | 1895 (Mietshaus)                                                                                          | historistische Klinker-Fassade mit Eckerker, baugeschichtlich von Bedeutung | 09290233 |
|                                         | Mietshaus (mit zwei Hausnummern) in geschlossener Bebauung, mit Vorgarten und Einfriedung | Inselstraße 17; 17a (Karte)                                                 | 1844 (Mietshaus)                                                                                          | mit Tordurchfahrt, klassizistische Putzfassade, baugeschichtlich von Bedeutung | 09290236 |
| Weitere Bilder                          | Schumann-Haus: Wohnhaus in ehemals geschlossener Bebauung, mit Hofflügel, Vorgarten und Einfriedung | Inselstraße 18 (Karte)                                                      | 1838 (Wohnhaus), 1871 (Einfriedung)                                                                       | Vorderhaus mit Tordurchfahrt, reich gegliederte klassizistische Putzfassade mit Kolossalpilastern und Balkon, zeitweise Wohnhaus des Komponisten Robert Schumann (1810–1856), heute Museum und Schule, baugeschichtlich, kunstgeschichtlich und personengeschichtlich von Bedeutung | 09290237 |
|                                         | Mietshaus in geschlossener Bebauung, mit Einfriedung und Vorgarten | Inselstraße 19 (Karte)                                                      | 1899 (Mietshaus)                                                                                          | helle Klinkerfassade, im Stil des Historismus, geätzte Treppenhausfenster, Jugendstilstuck und Marmor im Eingangsbereich, baugeschichtlich von Bedeutung | 09290238 |
|                                         | Druckereigebäude (bauliche Einheit mit Kreuzstraße 12) in geschlossener Bebauung und in Ecklage, mit Einfriedung und Vorgarten | Inselstraße 20 (Karte)                                                      | 1911 (Druckerei)                                                                                          | Putzbau mit Tordurchfahrt, Reformstil-Architektur, ortshistorisch und baugeschichtlich von Bedeutung | 09290239 |
|                                         | Ehemaliges Druckerei- und Verlagsgebäude (Anschrift: Inselstraße 22 und Kreuzstraße 5/7) in Ecklage und halboffener Bebauung, mit zwei Hofgebäuden (Anschrift: Kreuzstraße 7a und Kreuzstraße 7b/7c), Schornstein im Hof (bei Kreuzstraße 7a), mit Vorgarten und Einfriedung | Inselstraße 22 (Karte)                                                      | 1887 (Verlagshaus)                                                                                        | repräsentative historisierende Klinker-Sandstein-Fassade, im Stil des Historismus, Architekt: Max Bösenberg, baugeschichtlich, ortsgeschichtlich und kunstgeschichtlich von Bedeutung | 09290349 |
|                                         | Remisengebäude (mit Kutscherwohnung) in offener Bebauung und in rückwärtiger Lage | Inselstraße 23 (Karte)                                                      | 1844, später überformt (Remisengebäude)                                                                   | biedermeierlich wirkendes Gebäude, wohl ehemals Remise, Putzfassade, ortsentwicklungsgeschichtlich von Bedeutung | 09300239 |
|                                         | Wohnhaus in offener Bebauung und in Ecklage, mit Vorgarten | Inselstraße 27 (Karte)                                                      | im Kern 1854 (Wohnhaus), Umbau 1881 (Wohnhaus)                                                            | villenartiges Gebäude, zeittypische historisierende Putzfassade, Erker zum Hof, Veranda zum Garten, geätzte Treppenhausfenster, Stuckreste im Eingangsbereich, baugeschichtlich von Bedeutung | 09290241 |
|                                         | Geschäftshaus in halboffener Bebauung, mit Einfriedung und Vorgarten | Inselstraße 31 (Karte)                                                      | 1911–1912 (Geschäftshaus)                                                                                 | Putzfassade mit Erker, repräsentativer Eingang in Sandstein, Stuck im Eingangsbereich, Reformstil-Architektur, Architekt: E. Franz Hänsel, baugeschichtlich und ortsgeschichtlich von Bedeutung | 09290242 |
| Weitere Bilder                          | Mietshaus in halboffener Bebauung und in Ecklage, mit Einfriedung und Vorgarten zur Salomonstraße | Kreuzstraße 1 (Karte)                                                       | 1907 (Mietshaus)                                                                                          | Putzfassade mit Sandstein-Erdgeschoss, mehrere Erker, Marmor und Windfangtür im Eingangsbereich, Reformstil-Architektur, baugeschichtlich von Bedeutung | 09290327 |
|                                         | Mietshaus in geschlossener Bebauung | Kreuzstraße 1a (Karte)                                                      | 1907 (Mietshaus)                                                                                          | Putzfassade mit Erker und Loggien, Sandsteinsockel, im Innern Terrazzo, Marmor und Stuck im Eingangsbereich, Reformstil-Architektur, baugeschichtlich von Bedeutung | 09290328 |
|                                         | Mietshaus in geschlossener Bebauung, mit Waschhaus im Hof | Kreuzstraße 1c (Karte)                                                      | 1887–1888 (Mietshaus)                                                                                     | mittenbetonte Klinkerfassade mit Balkon, geätzte Treppenhausfenster, Stuck und Marmor im Eingangsbereich, im Stil des Historismus, baugeschichtlich von Bedeutung | 09290329 |
|                                         | Mietshaus in geschlossener Bebauung | Kreuzstraße 2 (Karte)                                                       | bezeichnet 1907 (Mietshaus)                                                                               | Putzfassade mit zwei Kastenerkern und Sandsteinportal, stilistische zwischen Jugendstil und Reformstil, Stuck und Marmor im Eingangsbereich, baugeschichtlich von Bedeutung | 09290330 |
|                                         | Mietshaus in Ecklage und in halboffener Bebauung, mit Einfriedung und Vorgarten | Kreuzstraße 3b (Karte)                                                      | 1905 (Mietshaus)                                                                                          | Putzfassade mit turmartigem Eckerker, hölzerne Veranden zur Inselstraße, Marmor, Stuck und Windfangtür im Eingangsbereich, Reformstil-Architektur, baugeschichtlich von Bedeutung | 09290331 |
|                                         | Mietshaus in ehemals geschlossener Bebauung | Kreuzstraße 4 (Karte)                                                       | 1908 (Mietshaus)                                                                                          | Putzfassade mit Erker, bleiverglaste Treppenhausfenster, Reformstil-Architektur, baugeschichtlich von Bedeutung | 09290332 |
|                                         | Ehemaliges Druckerei- und Verlagsgebäude (Anschrift: Inselstraße 22 und Kreuzstraße 5/7) in Ecklage und halboffener Bebauung, mit zwei Hofgebäuden (Anschrift: Kreuzstraße 7a und Kreuzstraße 7b/7c), Schornstein im Hof (bei Kreuzstraße 7a), mit Vorgarten und Einfriedung | Kreuzstraße 5; 7; 7a; 7b; 7c (Karte)                                        | 1887 (Verlagshaus)                                                                                        | repräsentative historisierende Klinker-Sandstein-Fassade, im Stil des Historismus, Architekt: Max Bösenberg, baugeschichtlich, ortsgeschichtlich und kunstgeschichtlich von Bedeutung | 09290349 |
|                                         | Mietshaus in ehemals geschlossener Bebauung, mit Einfriedung und Vorgarten | Kreuzstraße 8 (Karte)                                                       | 1899 (Mietshaus)                                                                                          | Klinker-Putz-Fassade mit zwei Standerkern, Marmor und Stuck im Eingangsbereich, im Stil des Historismus, baugeschichtlich von Bedeutung | 09290333 |
|                                         | Mietshaus in geschlossener Bebauung | Kreuzstraße 9 (Karte)                                                       | 1874 (Mietshaus)                                                                                          | mit Hausdurchgang, reduzierte Putzfassade, geätzte Treppenhausfenster, Stuck und Täfelung im Eingangsbereich, baugeschichtlich von Bedeutung | 09290334 |
|                                         | Mietshaus in geschlossener Bebauung und in Ecklage, mit Einfriedung und Vorgarten | Kreuzstraße 10 (Karte)                                                      | 1899 (Mietshaus)                                                                                          | historisierende Klinkerfassade, geätzte Treppenhausfenster, im Innern Schablonenmalerei um 1910, baugeschichtlich von Bedeutung | 09290335 |
|                                         | Mietshaus in geschlossener Bebauung | Kreuzstraße 11 (Karte)                                                      | 1875 (Mietshaus)                                                                                          | mit Tordurchfahrt, ehemals mit Gaststätte, reduzierte Putzfassade, geätzte Treppenhausfenster, baugeschichtlich von Bedeutung | 09290336 |
|                                         | Druckereigebäude (bauliche Einheit mit Inselstraße 20) in geschlossener Bebauung und in Ecklage | Kreuzstraße 12 (Karte)                                                      | bezeichnet 1911 (Druckerei)                                                                               | mit Tordurchfahrt, Putzfassade, Reformstil-Architektur, ortshistorisch und baugeschichtlich von Bedeutung | 09290350 |
|                                         | Mietshaus (Nr. 13) in geschlossener Bebauung und Hofgebäude (Nr. 13a/13b) sowie Holzpflaster im Hof | Kreuzstraße 13; 13a; 13b (Karte)                                            | 1906 (Mietshaus)                                                                                          | Vorderhaus mit Läden, Putzfassade mit zwei Kastenerkern, Reformstil-Architektur, baugeschichtlich von Bedeutung | 09290337 |
|                                         | Ehemaliges Verlags- und Druckereigebäude in geschlossener Bebauung und in Ecklage (bauliche Einheit mit Scherlstraße 15) | Kreuzstraße 14 (Karte)                                                      | bezeichnet 1910 (Geschäftshaus)                                                                           | mit Tordurchfahrt, Putzfassade, schlichte Reformstil-Architektur, ortshistorisch und baugeschichtlich von Bedeutung | 09290338 |
|                                         | Mietshaus in geschlossener Bebauung | Kreuzstraße 15 (Karte)                                                      | 1899 (Mietshaus)                                                                                          | mit Tordurchfahrt und Läden, Klinkerfassade mit Kastenerker, bleiverglaste Treppenhausfenster, baugeschichtlich von Bedeutung | 09290339 |
|                                         | Mietshaus in geschlossener Bebauung | Kreuzstraße 17 (Karte)                                                      | 1881 (Mietshaus)                                                                                          | mit Laden, historisierende Klinkerfassade, Innenausstattung teilweise um 1920, baugeschichtlich von Bedeutung | 09290340 |
|                                         | Mietshaus in halboffener Bebauung und in Ecklage | Kreuzstraße 19 (Karte)                                                      | 1873 (Mietshaus)                                                                                          | mit Läden, zeittypische Putzfassade, Ladenfronten um 1890, baugeschichtlich von Bedeutung | 09290341 |
|                                         | Druckereigebäude in geschlossener Bebauung, mit Hofflügel | Kreuzstraße 20 (Karte)                                                      | 1901 (Druckerei)                                                                                          | mit Tordurchfahrt, gelbe Klinkerfassade mit grün glasierten Ziegeln, schmiedeeiserne Maueranker, baugeschichtlich und industriegeschichtlich von Bedeutung | 09290342 |
|                                         | Mietshaus in geschlossener Bebauung | Kreuzstraße 22 (Karte)                                                      | 1872 (Mietshaus)                                                                                          | Putzfassade mit Sandsteingliederung, ortsentwicklungsgeschichtlich von Bedeutung | 09290343 |
|                                         | Mietshaus in geschlossener Bebauung | Kreuzstraße 24 (Karte)                                                      | 1883 (Mietshaus)                                                                                          | ehemals mit Laden, Putzfassade mit Sandsteingliederung, ortsentwicklungsgeschichtlich von Bedeutung | 09290345 |
|                                         | Mietshaus in ehemals geschlossener Bebauung und in Ecklage | Kreuzstraße 26 (Karte)                                                      | um 1860 (Mietshaus)                                                                                       | mit Läden, Putzfassade, ortsentwicklungsgeschichtlich von Bedeutung | 09290347 |
| Direkt Bild zu diesem Denkmal hochladen | Einzeldenkmal obiger Sachgesamtheit: Abfertigungsgebäude des Meß- und Empfangsgüterschuppens des Preußischen Stückgutbahnhofs (mit allen erhaltenen funktionalen Anlagen) sowie Stützmauer an der Kurt-Schumacher-Straße, zwei Toranlagen und Pflasterung der Ladestraße II (siehe auch Sachgesamtheitsdokument – Obj. 09304785, Willy-Brandt-Platz 2a-8d) | Kurt-Schumacher-Straße (Karte)                                              | 1905–1907 (Abfertigungsgebäude), 1913–1914 (Toreinfahrt)                                                  | Abfertigungsgebäude verputzt mit Sandsteingliederung, mit aufwendiger Fassadengestaltung und Dachlandschaft, als bedeutender funktionaler Bestandteil des Leipziger Hauptbahnhofs überregionale eisenbahngeschichtliche und – technische Bedeutung sowie der besonderen architektonischen Gestaltung wegen besondere baugeschichtliche und städtebauliche Relevanz, Seltenheitswert | 09294155 |
|                                         | Einzeldenkmal obiger Sachgesamtheit: Zollabfertigungsgebäude des Preußischen Stückgutbahnhofs und Stützmauer zur Kurt-Schumacher-Straße (siehe auch Sachgesamtheitsdokument – Obj. 09304785, Willy-Brandt-Platz 2a-8d) | Kurt-Schumacher-Straße                                                      | um 1905 (Güterschuppen)                                                                                   | Putzfassade mit Sandsteingliederungen, als früh entstandener Funktionsteil des Leipziger Hauptbahnhofs überregionale eisenbahngeschichtliche und -technische Bedeutung sowie der besonderen architektonischen Gestaltung wegen besondere baugeschichtliche und städtebauliche Relevanz | 09294154 |
| Direkt Bild zu diesem Denkmal hochladen | Einzeldenkmal obiger Sachgesamtheit: Fassade des Abfertigungsgebäudes des Versandgüterschuppens des Preußischen Stückgutbahnhofes (siehe auch Sachgesamtheitsdokument – Obj. 09304785, Willy-Brandt-Platz 2a-8d) | Kurt-Schumacher-Straße 4; 4a; 4b (Karte)                                    | 1908–1909 (Fassade Abfertigungsgebäude)                                                                   | Umladehalle Ost (Altes Heizhaus); Expressgutladestraße; verputzt mit Sandsteingliederungen, als Relikt eines wichtigen Funktionsteils des Leipziger Hauptbahnhofs überregionale eisenbahngeschichtliche und -technische Bedeutung sowie aufgrund der exponierten Lage städtebauliche Relevanz | 09293829 |
|                                         | Einzeldenkmal obiger Sachgesamtheit: Güterschuppen des Freiladebahnhofes (siehe auch Sachgesamtheitsdokument – Obj. 09304785, Willy-Brandt-Straße 2a-8d) | Lagerhofstraße 4 (Karte)                                                    | um 1910 (Güterschuppen)                                                                                   | Ziegelbauten, eisenbahngeschichtlich von Bedeutung | 09298438 |
|                                         | Mietshaus in geschlossener Bebauung | Lange Straße 7 (Karte)                                                      | 1871 (Mietshaus)                                                                                          | mit Tordurchfahrt, reduzierte Putzfassade, Stuck in der Tordurchfahrt, baugeschichtlich von Bedeutung | 09290357 |
|                                         | Mietshaus in geschlossener Bebauung | Lange Straße 9 (Karte)                                                      | 1873 (Mietshaus)                                                                                          | mit Tordurchfahrt, historisierende Putzfassade mit Sandsteingliederung, baugeschichtlich von Bedeutung | 09290359 |
|                                         | Mietshaus in ehemals geschlossener Bebauung | Lange Straße 12 (Karte)                                                     | im Kern 1841 (Mietshaus), Umbau 1906 (Mietshaus)                                                          | gut gegliederte Putzfassade, ein Treppenhausfenster mit Glasmalerei von 1941, Fassade zwischen Historismus und Jugendstil, baugeschichtlich von Bedeutung | 09290362 |
|                                         | Mietshaus (mit zwei Hausnummern) in ehemals geschlossener Bebauung und nördliches Hofgebäude | Lange Straße 13; 15 (Karte)                                                 | 1888 (Mietshaus)                                                                                          | Vorderhaus mit Tordurchfahrt, historisierende Klinkerfassade mit Erker, baugeschichtlich von Bedeutung | 09290363 |
|                                         | Mietshaus (Nr. 14) in ehemals geschlossener Bebauung, Seitenflügel zum Hof und Hinterhaus (Nr. 14a) | Lange Straße 14; 14a (Karte)                                                | bezeichnet 1858 (Mietshaus), 1895 (Nebengebäude), 1890–1891 (Hinterhaus)                                  | Vorderhaus mit Tordurchfahrt, einfache Putzfassade mit Sandsteingliederung, ortsentwicklungsgeschichtlich von Bedeutung | 09290364 |
|                                         | Zwei Fabrikgebäude (Haus 2 und Haus 3) im Hof | Lange Straße 22 (Karte)                                                     | um 1905 (Fabrik)                                                                                          | Klinkerfassade mit Klinkergliederungen, Rastersystem, siehe auch Ludwig-Erhard-Straße 21, als ehemalige Maschinenfabrik für die graphische Industrie (Filiale der Fa. Koenig & Bauer in Kloster Oberzell bei Würzburg) Zeugnis für die Bedeutung Leipzigs als einstiges Zentrum des Maschinenbaus sowie Verlags- und Druckereiwesens, ortsentwicklungsgeschichtlich, industriegeschichtlich und baugeschichtlich von Bedeutung | 09290374 |
|                                         | Mietshaus in halboffener Bebauung, heute Kindergarten | Lange Straße 23 (Karte)                                                     | im Kern um 1839 (Mietshaus), Umbau 1873–1875 (Mietshaus)                                                  | historisierende Putzfassade, Windfangtür, baugeschichtlich von Bedeutung | 09290367 |
|                                         | Mietshaus in geschlossener Bebauung | Lange Straße 25 (Karte)                                                     | 1871 (Mietshaus)                                                                                          | historistische Putzfassade, baugeschichtlich von Bedeutung | 09290368 |
|                                         | Mietshaus in geschlossener Bebauung | Lange Straße 26 (Karte)                                                     | 1870–1871 (Mietshaus)                                                                                     | mit Tordurchfahrt, historisierende Putzfassade, baugeschichtlich von Bedeutung | 09290369 |
|                                         | Mietshaus in geschlossener Bebauung und Hinterhaus | Lange Straße 27 (Karte)                                                     | im Kern 1838 (Mietshaus), Umbau 1877 und später (Mietshaus)                                               | Vorderhaus mit Tordurchfahrt, klassizistische Putzfassade mit Kolossalpilastern, baugeschichtlich von Bedeutung | 09290370 |
|                                         | Mietshaus in ehemals geschlossener Bebauung | Lange Straße 28 (Karte)                                                     | 1870 (Mietshaus)                                                                                          | mit Tordurchfahrt, Putzfassade mit Sandsteingliederung, baugeschichtlich von Bedeutung | 09290371 |
|                                         | Mietshaus in halboffener Bebauung und in Ecklage | Lange Straße 29 (Karte)                                                     | 1877 (Mietshaus)                                                                                          | historisierende Putzfassade mit Erker, Terrazzo und Fußbodenmosaik im Eingangsbereich, platzbildprägende Lage am Marienplatz, baugeschichtlich und städtebaulich von Bedeutung | 09290372 |
| Weitere Bilder                          | Wohn- und Geschäftshaus (mit drei Hausnummern) in halboffener Bebauung, mit zwei Seitenflügeln zum Hof und Hinterhaus (ehemaliges Verlagsgebäude) | Littstraße 7; 7a; 9 (Karte)                                                 | 1873–1875 (Wohn- und Geschäftshaus)                                                                       | vierflügelige Anlage um einen Innenhof, Vorderhaus mit Tordurchfahrt und Läden, reich gestaltete historistische Putzfassade mit Erker und Balkons, Stuck in der Tordurchfahrt, benannt nach der Verlagsbuchhandlung Otto Spamer (auch Buchbinderei und -druckerei sowie Artistische Anstalt zur Zeichnung und Herstellung von Holzschnitt-Illustrationen), die hier ihren Sitz hatte, ortsgeschichtlich und baugeschichtlich von Bedeutung | 09290126 |
| Weitere Bilder                          | Handschwengelpumpe mit Brunnenschacht und Abdeckplatte | Ludwig-Erhard-Straße (Karte)                                                | vor 1890 (Handschwengelpumpe)                                                                             | vor Nummer 51/53, Typ Kleiner Löwe, ortsgeschichtlich von Bedeutung | 09263878 |
|                                         | Mietshaus in ehemals geschlossener Bebauung (bauliche Einheit mit Dresdner Straße 25) | Ludwig-Erhard-Straße 1 (Karte)                                              | 1874, später überformt (Mietshaus)                                                                        | mit Tordurchfahrt, Putzfassade mit Sandsteingliederung und Mansarddach, baugeschichtlich von Bedeutung | 09290160 |
|                                         | Mietshaus in ehemals geschlossener Bebauung und Werkstattgebäude im Hof | Ludwig-Erhard-Straße 5 (Karte)                                              | 1865 (Mietshaus)                                                                                          | Vorderhaus mit Tordurchfahrt, zeittypische hübsche Putzfassade, baugeschichtlich von Bedeutung | 09290161 |
|                                         | Fabrikgebäude (Haus 1) in heute offener Bebauung | Ludwig-Erhard-Straße 21 (Karte)                                             | um 1905 (Fabrik)                                                                                          | Klinkerfassade zwischen ausgehendem Historismus und Jugendstil, Rastersystem, Klinkergliederungen, Rahmung der Tordurchfahrt in Jugendstilformen und mit Porträtmedaillons der Firmengründer Friedrich Koenig und Andreas Bauer, siehe auch Hofgebäude Lange Straße 22, als ehemalige Maschinenfabrik für die graphische Industrie (Filiale der Fa. Koenig & Bauer in Kloster Oberzell bei Würzburg) Zeugnis für die Bedeutung Leipzigs als einstiges Zentrum des Maschinenbaus sowie Verlags- und Druckereiwesens, ortsentwicklungsgeschichtlich, industriegeschichtlich und baugeschichtlich von Bedeutung | 09290162 |
| Weitere Bilder                          | Handschwengelpumpe mit Brunnenschacht und Abdeckplatte | Marienplatz (Karte)                                                         | vor 1891 (Handschwengelpumpe)                                                                             | Typ Delphin, ortsgeschichtlich von Bedeutung | 09290408 |
| Weitere Bilder                          | Platzanlage, mit Brunnenbecken | Marienplatz (Karte)                                                         | 1877 (Platz), 1889 (Brunnen), nach 1850 erste Anpflanzung (Platz)                                         | Schmuckplatz mit regelmäßigen Lindenpflanzungen, Pflasterung und Springbrunnenbecken, ortsentwicklungsgeschichtlich und stadtgrüngeschichtlich von Bedeutung | 09290407 |
|                                         | Villa | Marienplatz 1 (Karte)                                                       | 1877–1879 (Villa)                                                                                         | repräsentative Klinkerfassade mit Balkon, im Innern Stuck, Stuckmarmor, Terrazzo mit Mosaik und Marmor im Eingangsbereich, im Stil des Historismus, benannt nach dem Kaufmann Julius Meißner, baugeschichtlich, städtebaulich und ortsgeschichtlich von Bedeutung | 09290409 |
|                                         | Einzeldenkmal obiger Sachgesamtheit: Abfertigungsgebäude des Eilgüterschuppens des Preußischen Stückgutbahnhofs mit dem teilweise erhaltenen Eilguttunnel zum Sächsischen Stückgutbahnhof (siehe auch Sachgesamtheitsdokument – Obj. 09304785, Willy-Brandt-Platz 2a-8d) | Preußenseite (Karte)                                                        | 1907–1910 (Güterschuppen mit Dienstgebäude), 1909–1910 (Eisenbahntunnel)                                  | Putzbau mit Sandsteingliederungen, gleisseitige Rampenüberdachung erneuert, als Relikte eines wichtigen Funktionsteils des Leipziger Hauptbahnhofs überregionale eisenbahngeschichtliche und -technische Bedeutung sowie baugeschichtliche Relevanz | 09294157 |
|                                         | Geschäftshaus (Anschrift: Querstraße 15/17) in offener Bebauung (Hofgebäude Schützenstraße 2a ist kein Denkmal) | Querstraße 15; 17 (Karte)                                                   | 1904–1907, später überformt (Geschäftshaus)                                                               | Vorderhaus mit Tordurchfahrt, Putzfassade mit Erkern, Reformstil-Architektur, benannt nach der Verlagsbuchhandlung und Buchdruckerei B. G. Teubner, baugeschichtlich und ortsgeschichtlich von Bedeutung | 09290501 |
|                                         | Kindergarten in offener Bebauung im Hof | Querstraße 20 (Karte)                                                       | 1872 (Kindergarten)                                                                                       | langgestreckter verputzter Fachwerkbau, erster Kindergarten in Leipzig, initiiert vom Verein für Familien- und Volkserziehung, Seltenheitswert, geschichtliche und sozialhistorische Bedeutung, Volksbildungswert | 09299685 |
|                                         | Mietshaus in ehemals geschlossener Bebauung, mit Hofflügeln | Querstraße 22 (Karte)                                                       | 1890 (Mietshaus)                                                                                          | mit Tordurchfahrt und Läden, historisierende repräsentative Klinkerfassade, Stuck und Klinker-Sandstein-Verblendung in der Tordurchfahrt, Wohnungen mit schönem Deckenstuck, baugeschichtlich von Bedeutung | 09290503 |
|                                         | Villa mit Garten und Einfriedung zur Littstraße und zur Querstraße | Querstraße 25 (Karte)                                                       | 1846 (Villa)                                                                                              | klassizistische Putzfassade mit Erker, Bleiglasfenster, benannt nach der Kaufmannsfamilie Gontard, baugeschichtlich von Bedeutung | 09290506 |
|                                         | Mietshaus in halboffener Bebauung | Querstraße 27 (Karte)                                                       | um 1870 (Mietshaus)                                                                                       | mit Tordurchfahrt und Läden, gut gegliederte historisierende Putzfassade, baugeschichtlich von Bedeutung | 09290508 |
|                                         | Wohn- und Geschäftshaus in geschlossener Bebauung und Seitenflügel zum Hof | Querstraße 29 (Karte)                                                       | um 1895 (Wohn- und Geschäftshaus)                                                                         | Vorderhaus mit Laden, Sandsteinfassade mit Erker, im Stil des Späthistorismus, baugeschichtlich von Bedeutung | 09290509 |
| Direkt Bild zu diesem Denkmal hochladen | Einzeldenkmal obiger Sachgesamtheit: Wasserturm und gesamte Einfriedung an der Rackwitzer Straße Ecke Berliner Straße, mit Pforte und Treppenaufgang an der Berliner Straße (siehe auch Sachgesamtheitsdokument – Obj. 09304785, Willy-Brandt-Platz 2a-8d) | Rackwitzer Straße (Karte)                                                   | 1905–1907 (Wasserturm)                                                                                    | Klinkerfassade mit Sandsteingliederung, technikgeschichtlich von Bedeutung | 09293824 |
|                                         | Handschwengelpumpe mit Brunnenschacht und Abdeckplatte | Reudnitzer Straße (Karte)                                                   | vor 1891 (Handschwengelpumpe)                                                                             | gegenüber Nummer 7/9, ortsgeschichtlich von Bedeutung | 09299199 |
| Weitere Bilder                          | Denkmal zur Erinnerung an die Völkerschlacht bei Leipzig 1813 | Reudnitzer Straße (Karte)                                                   | 1845 (erstes Denkmal), 1863 (heutiges Denkmal)                                                            | steinernes Denkmal mit Kanonenkugeln, darum kleine gestaltete Anlage, am 19. Oktober 1813 drangen preußische Truppen auf das Stadtgebiet vor, geschichtlich von Bedeutung | 09290007 |
|                                         | Ehemaliges Druckerei- und Verlagsgebäude (mit zwei Hausnummern) heute in halboffener Bebauung | Reudnitzer Straße 1; 7 (Karte)                                              | 1896 (Druckerei)                                                                                          | historistische Klinkerfassade im Stil der Neurenaissance, Klinkergliederungen, ursprüngliche Dachgestaltung mit Zwerchgiebeln über den Vorlagen verloren, auf den Schlusssteinen der Durchfahrten Porträtköpfe von Dürer und Gutenberg, ein weiterer Teil des ehemaligen Verlagskomplexes siehe Hans-Poeche-Straße 2a/2b/2c, Zeugnis für die einstige Bedeutung des Leipziger Druckerei- und Verlagswesens, ortsentwicklungsgeschichtlich, industriegeschichtlich und baugeschichtlich von Bedeutung | 09290530 |
| Weitere Bilder                          | Handschwengelpumpe mit Brunnenschacht und Abdeckplatte | Rosa-Luxemburg-Straße (Karte)                                               | vor 1891 (Handschwengelpumpe)                                                                             | Typ Großer Löwe, ortsgeschichtlich von Bedeutung | 09290538 |
| Weitere Bilder                          | Mietshaus in ehemals halboffener Bebauung | Rosa-Luxemburg-Straße 3 (Karte)                                             | Mitte 19. Jh. (Mietshaus)                                                                                 | mit Tordurchfahrt und Läden, zeittypische Putzfassade, originale Ladenfronten von 1896, baugeschichtlich von Bedeutung | 09290536 |
|                                         | Mietshaus in offener Bebauung | Rosa-Luxemburg-Straße 4 (Karte)                                             | 1879, später überformt (Mietshaus)                                                                        | mit Laden (Gaststätte), markante Putzfassade mit Balkons, Ladeneinbau von 1905, Stuck im Eingangsbereich, baugeschichtlich von Bedeutung | 09290537 |
|                                         | Mietshaus in ehemals geschlossener Bebauung | Rosa-Luxemburg-Straße 10 (Karte)                                            | 1887–1889 (Mietshaus)                                                                                     | mit Tordurchfahrt und Läden, Ladenfront original, ehemals großes Hinterhaus, Vorderhaus Klinkerfassade mit zwei Erkern, im Stil des Historismus, baugeschichtlich von Bedeutung | 09290532 |
| Weitere Bilder                          | Fabrikgebäude in ehemals halboffener Bebauung | Rosa-Luxemburg-Straße 17 (Karte)                                            | um 1910 (Geschäftshaus)                                                                                   | Putzfassade, Rückseite gelbe Klinkerfassade, Reformstil-Architektur, erbaut für die Königlich Bayerische und Königlich Rumänische Hofbuchbinderei und Einbanddeckenfabrik Hübel & Denck, ortshistorisch und baugeschichtlich von Bedeutung | 09290533 |
|                                         | Wohnhaus in offener Bebauung und in Ecklage, mit seitlicher Einfriedung | Rosa-Luxemburg-Straße 18 (Karte)                                            | 1868, später überformt (Wohnhaus)                                                                         | villenartiges Gebäude, Putzfassade, Jugendstilkacheln im Eingangsbereich, ortsentwicklungsgeschichtlich von Bedeutung | 09290534 |
| Weitere Bilder                          | Geschäftshaus (mit zwei Hausnummern) in geschlossener Bebauung, mit Seitenflügel im Hof | Rosa-Luxemburg-Straße 19; 21 (Karte)                                        | 1909–1910 (Druckerei)                                                                                     | Vorderhaus mit Läden und Tordurchfahrt, Putzfassade, Parteigebäude der SPD, 1996 benannt nach dem SPD-Politiker und ehemaligen sächsischen Innenminister Richard Lipinski (1867–1936), baugeschichtlich und ortsgeschichtlich von Bedeutung | 09290535 |
|                                         | Einzeldenkmal obiger Sachgesamtheit: Reparaturhalle für Güterwaggons eines Bahnbetriebswagenwerkes (siehe auch Sachgesamtheitsdokument – Obj. 09304785, Willy-Brandt-Platz 2a-8d) | Rosa-Luxemburg-Straße 49 (bei) (Karte)                                      | um 1910, Reparaturhalle für Güterwaggons (Bahnbetriebswerk)                                               | Putzfassade, eisenbahngeschichtlich von Bedeutung | 09294152 |
|                                         | Einzeldenkmal obiger Sachgesamtheit: Fernheizwerk der sächsischen Staatsbahn mit allen erhaltenen technischen Anlagen (siehe auch Sachgesamtheitsdokument – Obj. 09304785, Willy-Brandt-Platz 2a-8d) | Sachsenseite (Karte)                                                        | 1910–1912 (Bahnheizwerk)                                                                                  | Eisenbeton- und Ziegelbau verputzt, überdachter Einschütttrichter, angebauter Wasserturm, als bedeutender funktionaler Bestandteil des Leipziger Hauptbahnhofs überregionale eisenbahngeschichtliche und technikgeschichtliche Bedeutung sowie der besonderen architektonischen Gestaltung wegen besondere baugeschichtliche Relevanz, Seltenheitswert Denkmaltext Für ihren Teil des Empfangsgebäudes und die Gemeinschaftsanlagen sowie zum Vorheizen von Personenzügen errichtete die Sächsische Staatseisenbahn am östlichen Randbahnsteig 1910–1912 ein eigenes Fernheizwerk mit unterirdischen Heizkanälen. Der Baukörper ist den einzelnen Funktionsteilen entsprechend differenziert ausgebildet worden. Nach der Entladung gelangte das Brennmaterial über ein Becherwerk und Förderbänder in sechs hoch liegende Kohlenbunker. Diese wurden in dem von einem Krüppelwalmdach abgeschlossenen riegelartigen Gebäude untergebracht. Die ebenerdige Kesselanlage der Chemnitzer Maschinenfabrik Germania vorm. J. S. Schwalbe & Sohn installierte man im angrenzenden Bereich, den ein Pultdach abschloss. 1919 wurde ein weiterer Dampfkessel aufgestellt. Über unterirdische Kanäle erfolgten die Entsorgung der Asche sowie die Ableitung des Rauchs in den freistehenden, heute nicht mehr vorhandenen Schornstein. Die Plagwitzer Firma Unruh & Liebig lieferte die Kohlen- und Ascheförderungsanlage. Dominiert wird der Gebäudekomplex, zu dem noch Dienst- und Aufenthaltsräume gehörten, vom gleisseitigen Wasserturm. Zwei eiserne Behälter (25 m³ Inhalt) dienten der Versorgung der umliegenden Wasserkräne. In deren Nähe kamen zudem Reinigungsgruben zur Ausführung, in denen die Entschlackung der Lokomotiven vorgenommen werden konnte. Um die Gestaltung des Heizwerkes gab es Auseinandersetzungen zwischen Eisenbahnverwaltung und Stadt Leipzig. Vor allem Stadtbauinspektor Strobel bemängelte die mangelnde architektonische Gestaltung an einer städtebaulich so exponierten Lage wie der Hauptbahnhofeinfahrt. Seine Gegenentwürfe flossen partiell in die Ausführungsplanung mit ein. Das Heizwerk stellt einen bedeutenden funktionalen Bestandteil Leipziger Hauptbahnhofes dar, worauf seine überregionale eisenbahngeschichtliche und -technische Bedeutung beruht und ein Seltenheitswert resultiert. Die individuelle architektonische Gestaltung sowie das konflikthafte Bemühen darum begründen eine besondere baugeschichtliche Relevanz. LfD/2013 | 09294153 |
| Direkt Bild zu diesem Denkmal hochladen | Geschäftshaus (Anschrift: Dresdner Straße 1 und Salomonstraße 2) in Ecklage und in geschlossener Bebauung, sowie daran anschließendes Produktionsgebäude (Anschrift: Salomonstraße 4), ehemalige Druckerei, mit Einfriedung, Vorgarten und Pflasterung | Salomonstraße 2; 4 (Karte)                                                  | 1915–1916, später erweitert (Geschäftshaus)                                                               | monumentale Kalksteinfassade, originale Innenausstattung erhalten, im Reformstil der Zeit, Architekt: Kurt Herrmann, baugeschichtlich und ortsgeschichtlich von Bedeutung | 09290067 |
|                                         | Drei Hofgebäude (Nr. 5-5b, Nr. 7, Nr. 9-9c) einer ehemaligen Druckerei, heute Wohnhäuser | Salomonstraße 5; 5a; 5b; 7; 9; 9a; 9b; 9c (Karte)                           | 1926–1927 (Druckereigebäude)                                                                              | eines der Produktionsgebäude mit aufwendig gestalteter Ziegelfassade, in den Details Anklänge an expressionistische Architektur, industriegeschichtlich und ortsgeschichtlich von Bedeutung | 09290566 |
|                                         | Ehemaliges Fabrikgebäude in offener Bebauung, heute Schule, mit Einfriedung, Toreinfahrt und Vorgarten | Salomonstraße 10 (Karte)                                                    | 1898 (Fabrik)                                                                                             | Klinkerfassade, ortsgeschichtlich von Bedeutung | 09290560 |
| Direkt Bild zu diesem Denkmal hochladen | Geschäftshaus und Hofgebäude eines ehemaligen Verlagshauses | Salomonstraße 13 (Karte)                                                    | 1932 (Geschäftshaus)                                                                                      | zeittypische Putzbauten, ortsgeschichtlich von Bedeutung | 09305937 |
|                                         | Mietshaus in offener Bebauung, mit Einfriedung und Vorgarten sowie Kanaldeckel | Salomonstraße 22 (Karte)                                                    | 1841, später überformt (Mietshaus)                                                                        | reduzierte Putzfassade, seltener Kanaldeckeltyp in der Einfahrt hinten, ortsentwicklungsgeschichtlich von Bedeutung | 09290562 |
| Direkt Bild zu diesem Denkmal hochladen | Bürogebäude in ehemals halboffener Bebauung | Salomonstraße 24b (Karte)                                                   | 1931 (Bürogebäude)                                                                                        | zeittypischer Flachdachbau, errichtet als Erweiterungsbau des Allgemeinen Sparversicherungs-Vereins Leipzig, ortsgeschichtlich von Bedeutung | 09304650 |
|                                         | Mietshaus in geschlossener Bebauung | Salomonstraße 25b (Karte)                                                   | 1897 (Mietshaus)                                                                                          | vereinfachte historisierende Putzfassade mit markantem Standerker, Geburtshaus des Raumfahrt-Ingenieurs Jesco von Puttkamer (1933–2012), baugeschichtlich und personengeschichtlich von Bedeutung | 09290563 |
|                                         | Wohn- und Geschäftshaus (Anschrift: Salomonstraße 26/28) in offener Bebauung, mit Vorgarten und Garagenhaus (Anschrift: Egelstraße 1) sowie Einfriedung, Garten mit Pavillon | Salomonstraße 26; 28 (Karte)                                                | 1922–1923 (Wohn- und Geschäftshaus)                                                                       | Putzfassade im Art-Déco-Stil, baugeschichtlich und ortsgeschichtlich von Bedeutung | 09290565 |
|                                         | Mietshaus in ehemals geschlossener Bebauung, mit Vorgarten und Einfriedung | Salomonstraße 27 (Karte)                                                    | 1906 (Mietshaus)                                                                                          | Putzfassade mit Loggien, stilistisch zwischen Historismus und Jugendstil, im Innern Marmor und Terrazzo im Treppenhaus, baugeschichtlich von Bedeutung | 09290564 |
|                                         | Druckereigebäude in geschlossener Bebauung (siehe auch Dresdner Straße 11/13) | Scherlstraße 1 (Karte)                                                      | 1906 (Druckerei)                                                                                          | ehemals mit Tordurchfahrt, reich gestaltete Klinkerfassade, baugeschichtlich, industriegeschichtlich und ortsgeschichtlich von Bedeutung | 09290567 |
|                                         | Geschäftshaus in offener Bebauung in rückwärtiger Lage | Scherlstraße 2 (Karte)                                                      | um 1890 (Verlagshaus)                                                                                     | Klinkerfassade, Verlagsgebäude, baugeschichtlich und ortsgeschichtlich von Bedeutung | 09290571 |
|                                         | Mietshaus in offener Bebauung, mit Einfriedung und Vorgarten, Waschhaus im Hof sowie Postament eines Denkmals von Fechner im Vorgarten und Gedenktafel für Fechner am Haus | Scherlstraße 2 (Karte)                                                      | Mitte 19. Jh. (Mietshaus), um 1890 (Waschhaus)                                                            | spätklassizistischer Putzbau, hier Wohn- und Arbeitsräume des Psychologen und Philosophen Gustav Theodor Fechner (1801–1887), baugeschichtlich und personengeschichtlich von Bedeutung | 09290069 |
|                                         | Mietshaus in geschlossener Bebauung | Scherlstraße 3 (Karte)                                                      | 1877 (Mietshaus)                                                                                          | mit Tordurchfahrt, historisierende Klinkerfassade, Stuck in der Tordurchfahrt, baugeschichtlich von Bedeutung | 09290573 |
|                                         | Mietshaus in geschlossener Bebauung | Scherlstraße 5 (Karte)                                                      | 1877 (Mietshaus)                                                                                          | historisierende Putzfassade mit Stuckpilastern, Stuck im Eingangsbereich, baugeschichtlich von Bedeutung | 09290574 |
|                                         | Druckereigebäude in geschlossener Bebauung (bauliche Einheit mit Kreuzstraße 14) | Scherlstraße 15 (Karte)                                                     | bezeichnet 1910 (Druckerei)                                                                               | Putzfassade, originaler Aufzug im Innern, schlichte Reformstil-Architektur, ortshistorisch und baugeschichtlich von Bedeutung | 09290578 |
|                                         | Fabrikgebäude in ehemals geschlossener Bebauung | Scherlstraße 18 (Karte)                                                     | 1897 (Fabrikgebäude)                                                                                      | mehrfarbige Klinkerfassade, ehemalige Bauschlosserei, ortsgeschichtlich und industriegeschichtlich von Bedeutung | 09290570 |
| Direkt Bild zu diesem Denkmal hochladen | Doppelmietshaus (Anschrift: Hermann-Liebmann-Straße 101 und Schulze-Delitzsch-Straße 41) in geschlossener Bebauung und in Ecklage | Schulze-Delitzsch-Straße 41 (Karte)                                         | 1905 (Doppelmietshaus)                                                                                    | mit Läden, Klinker-Putz-Fassade mit Gliederung durch braunglasierte Ziegel, zwei Erker, baugeschichtlich von Bedeutung | 09293351 |
| Weitere Bilder                          | Handschwengelpumpe mit Brunnenschacht | Schützenstraße (Karte)                                                      | vor 1891 (Handschwengelpumpe)                                                                             | Ecke Querstraße vor Nummer 8/10, Typ Gotik, ortsgeschichtlich von Bedeutung | 09293047 |
|                                         | Mietshaus (Nr. 4) in ehemals geschlossener Bebauung, mit Hofbebauung und Hinterhaus (Nr. 4a) | Schützenstraße 4; 4a (Karte)                                                | 1899 (Mietshaus)                                                                                          | Vorderhaus mit Läden, historisierende Putzfassade mit Sandsteingliederung und Erker, baugeschichtlich von Bedeutung | 09290591 |
|                                         | Mietshaus (mit zwei Hausnummern) in geschlossener Bebauung und in Ecklage | Schützenstraße 8; 10 (Karte)                                                | bezeichnet 1892 (Mietshaus)                                                                               | mit Läden, historisierende Putzfassade in repräsentativer Gestaltung, Eckbetonung durch Erker, Wand- und Fußbodenfliesen im Eingangsbereich, städtebaulich und baugeschichtlich von Bedeutung | 09290589 |
|                                         | Mietshaus (bauliche Einheit mit Hahnekamm 1 und Wintergartenstraße 12) in halboffener Bebauung und in Ecklage | Schützenstraße 21 (Karte)                                                   | 1892 (Mietshaus)                                                                                          | mit Läden, historisierende Putzfassade mit Eckerker und Eckturm, birnenförmiges Treppenauge, baugeschichtlich von Bedeutung | 09290590 |
|                                         | Einzeldenkmal obiger Sachgesamtheit: Hauptbahnhof (Empfangsgebäude und Bahnsteighalle sowie historische Ausstattungen und Werbeanlagen), vorhandes Stück des geplanten Verbindungstunnels zum Bayerischen Bahnhof, vier Stellwerke und Verkehrstunnel 1 und 2 im Gleisfeld sowie Stützmauer zur Sachsenseite (siehe auch Sachgesamtheitsdokument – Obj. 09304785, Willy-Brandt-Platz 2a-8d) | Willy-Brandt-Platz 2a; 2b; 2c; 2d; 3; 4; 5; 6; 7; 8; 8a; 8b; 8c; 8d (Karte) | Entwurf 1906, bezeichnet 1909–1915 (Empfangsgebäude), 1907–1909 (Stellwerk W17), 1914–1915 (Stellwerk B1) | Reformstil-Architektur, Architekten: Lossow & Kühne, Dresden, eisenbahngeschichtliches, technisches und baugeschichtliches Denkmal mit nationaler und europäischer Bedeutung, Seltenheitswert, hoher Wert für die Volksbildung | 09290492 |
| Direkt Bild zu diesem Denkmal hochladen | Sachgesamtheit Hauptbahnhof Leipzig, mit folgenden Einzeldenkmalen: Bahnhof mit Empfangsgebäude und Bahnsteighalle, Postbahnhof, Freiladebahnhof, Güterschuppen, Bahnbetriebswerken (mit technischer Ausstattung), Heizwerk, Wagenausbesserungswerkstatt, Stellwerken (zum Teil mit technischer Ausstattung) – siehe auch Einzeldenkmaldokumente Obj. 09290492, Willy-Brandt-Platz 2a, 2b, 2c, 2d, 3, 4, 5, 6, 7, 8, 8a, 8b, 8c, 8d, Hauptbahnhof, Obj. 09294157, Preußenseite (ohne Nr.), Abfertigungsgebäude des Eilgüterschuppens, Obj. 09294153, Sachsenseite (ohne Nr.), Fernheizwerk, Obj. 09294155, Kurt-Schumacher-Straße (ohne Nr.), Abfertigungsgebäude des Meß- und Empfangsgüterschuppens, Obj. 09294154, Kurt-Schumacher-Straße (ohne Nr.), Zollabfertigungsgebäude, Obj. 09293829, Kurt-Schumacher-Str. 4, 4a, 4b, Fassade Abfertigungsgebäude des Versandgüterschuppens, Obj. 09298438, Lagerhofstraße 4, Güterschuppen des Sächsischen Freiladebahnhofes, Obj. 09293824, Rackwitzer Straße (ohne Nr.), Wasserturm, Obj. 09294152, Rosa-Luxemburg-Straße bei Nr. 49, Bahnbetriebswagenwerk Ost, Obj. 09260355, ohne Anschrift, Stellwerke, sowie mit folgenden Sachgesamtheitsbestandteildokumenten: OT Zentrum-Nord – Obj. 09304786, OT Schönefeld-Abtnaundorf – Obj. 09304787, OT Eutritzsch – Obj. 09304791, OT Volkmarsdorf – Obj. 09304792 | Willy-Brandt-Platz 2a; 2b; 2c; 2d; 3; 4; 5; 6; 7; 8; 8a; 8b; 8c; 8d (Karte) | 1902–1915 (Eisenbahnanlage)                                                                               | eisenbahngeschichtliches, technisches und baugeschichtliches Denkmal mit nationaler und europäischer Bedeutung, Seltenheitswert, hoher Wert für die Volksbildung | 09304785 |
| Weitere Bilder                          | Punkthochhaus Wintergartenhochhaus: Wohnhochhaus in offener Bebauung, mit älteren Wappensteinen am Haus und Werbesignet für die Leipziger Messe auf dem Dach | Wintergartenstraße 2 (Karte)                                                | 1969–1972 (Wohnhaus)                                                                                      | 32-geschossiges Punkthochhaus auf polygonalem Grundriss als Gleitbau mit oberflächenfertiger Außenhaut errichtet, altes Tuchschererwappen, Wappenstein und eine Rokokokartusche von der Paulinerkirche am Haus, Werbesignet der Muster-Messe auf dem Dach, bedeutendes Zeugnis der DDR-Architekurgeschichte, Seltenheitswert 01/2005 Abbruch der den Hochhausfuß umschließenden zweigeschossigen Sockelbebauung (ursprünglich u. a. Restaurant »Stadt Dresden«, Kaufhalle und Milchbar). | 09299197 |
|                                         | Mietshaus in halboffener Bebauung und in Ecklage | Wintergartenstraße 11 (Karte)                                               | um 1875 (Mietshaus)                                                                                       | historistische Putzfassade mit Stuckdekor, noch von klassizistischer Wirkung, bauliches Dokument der östlichen Stadterweiterung, städtebaulich wichtig, baugeschichtlich von Bedeutung | 09261801 |
|                                         | Mietshaus (bauliche Einheit mit Hahnekamm 1 und Schützenstraße 21) in halboffener Bebauung und in Ecklage | Wintergartenstraße 12 (Karte)                                               | 1892 (Mietshaus)                                                                                          | mit Läden, historisierende Putzfassade, baugeschichtlich von Bedeutung | 09290175 |
|                                         | Hotel (Anschrift: Wintergartenstraße 13 und Hahnekamm 3) in offener Bebauung und in Ecklage | Wintergartenstraße 13 (Karte)                                               | im Kern 1888 (Hotel), Umbau 1911 (Hotel)                                                                  | sparsam dekorierte Putzfassade, Dreiflügelbau, Fassade im Reformstil der Zeit um 1910, im Kern älteres Gebäude, ortsgeschichtlich von Bedeutung | 09290660 |

## Ehemalige Kulturdenkmale
| Bild                                    | Bezeichnung                   | Lage                                              | Datierung                             | Beschreibung | ID       |
| --------------------------------------- | ----------------------------- | ------------------------------------------------- | ------------------------------------- | --- | -------- |
|                                         | Hinterhaus                    | Dresdner Straße 23 (Karte)                        | 1837 (Nebengebäude); 1837 (Mietshaus) | Hinterhaus, ursprünglich mit Vorgarten (Putzfassade)                                                                                       | 09290073 |
|                                         | Fabrik                        | Hofmeisterstraße 16; 18; 20 (Karte)               | 1860er Jahre (Schornstein)            | Fabrik in Ecklage Brandenburger Straße und ehemals Schornstein im Hof (s. a.: Fabrikgebäude Hans-Poeche-Straße 23/25 und Dohnanyistraße 3) | 09262519 |
|                                         | Handschwengelpumpe            | Inselstraße (Karte)                               |                                       | Handschwengelpumpe mit Brunnenschacht und Abdeckplatte gegenüber Nr. 11 (Typ Gotik) [nicht mehr vorhanden]                                 | 09294777 |
|                                         | Handschwengelpumpe            | Lange Straße (Karte)                              |                                       | Handschwengelpumpe mit Brunnenschacht und Abdeckplatte, nahe der Dresdner Straße [nicht mehr vorhanden]                                    | 09292773 |
|                                         | Kopfgebäude der Güterschuppen | Kurt-Schumacher-Straße, Güterladestraße 1 (Karte) | um 1900/1905 (Eisenbahn)              | Kopfgebäude der Güterschuppen der Güterladestraße 1 (Bahnbetriebswerk Magdeburg-Thüringer Bahnhof) mit originaler Einfriedung und Tor      | 09294156 |
| Direkt Bild zu diesem Denkmal hochladen | Mietshaus                     | Lange Straße 18 (Karte)                           | 1857 (Mietshaus)                      | Mietshaus in ehemals geschlossener Bebauung mit linkem Hofflügel und Hinterhaus (Putzfassade; sehr schöne Treppenhausfenster)              | 09290365 |
| Direkt Bild zu diesem Denkmal hochladen | Stückgutversand-Gebäude       | Willy-Brandt-Platz (Karte)                        | um 1900/1905 (Eisenbahn)              | Stückgutversand-Gebäude (Klinkerfassade)                                                                                                   | 09293825 |